# Nhà thờ Thánh Egidius ở Poprad
Nhà thờ Thánh Egidius ở Poprad (tiếng Slovakia: Kostol svätého Egídia v Poprad) là một nhà thờ ban đầu được xây dựng theo phong cách kiến trúc Gothic, sau này được xây dựng lại theo phong cách Baroque, tọa lạc trên Quảng trường Thánh Egidius, thành phố Poprad, vùng Prešov, Slovakia. Vào ngày 30 tháng 10 năm 1963, nhà thờ này được ghi danh vào Danh sách Di tích Trung ương theo quyết định của Bộ Văn hóa Cộng hòa Slovakia.

## Lịch sử
Theo những ghi chép còn sót lại, nhà thờ Thánh Egidius ở Poprad ban đầu là một tòa nhà một gian, được xây dựng vào năm 1245. Việc tái thiết nhà thờ diễn ra vào nửa sau thế kỷ 14. Lúc bấy giờ, gian giữa chính của nhà thờ được xây bằng mái vòm, tạo ra một không gian hai gian giữa.
Mặc dù nhà thờ này được xây lên nhằm phục vụ nhu cầu của các giáo dân của Giáo hội Công giáo La Mã, nhưng do dòng người Đức đổ vào và sự gia tăng số lượng giáo dân của Giáo hội Tin lành, nhà thờ cũng phục vụ họ trong gần một trăm năm, cụ thể là từ năm 1575 đến năm 1671. Trong thời kỳ này, nhà thờ được sửa chữa nhiều lần do thiên tai.
Vào cuối thế kỷ 18, nhà thờ được tái thiết theo phong cách Baroque. Hoàng đế Joseph II cũng đóng góp tài chính cho công cuộc sửa đổi này.